# Hamburguesa amb formatge

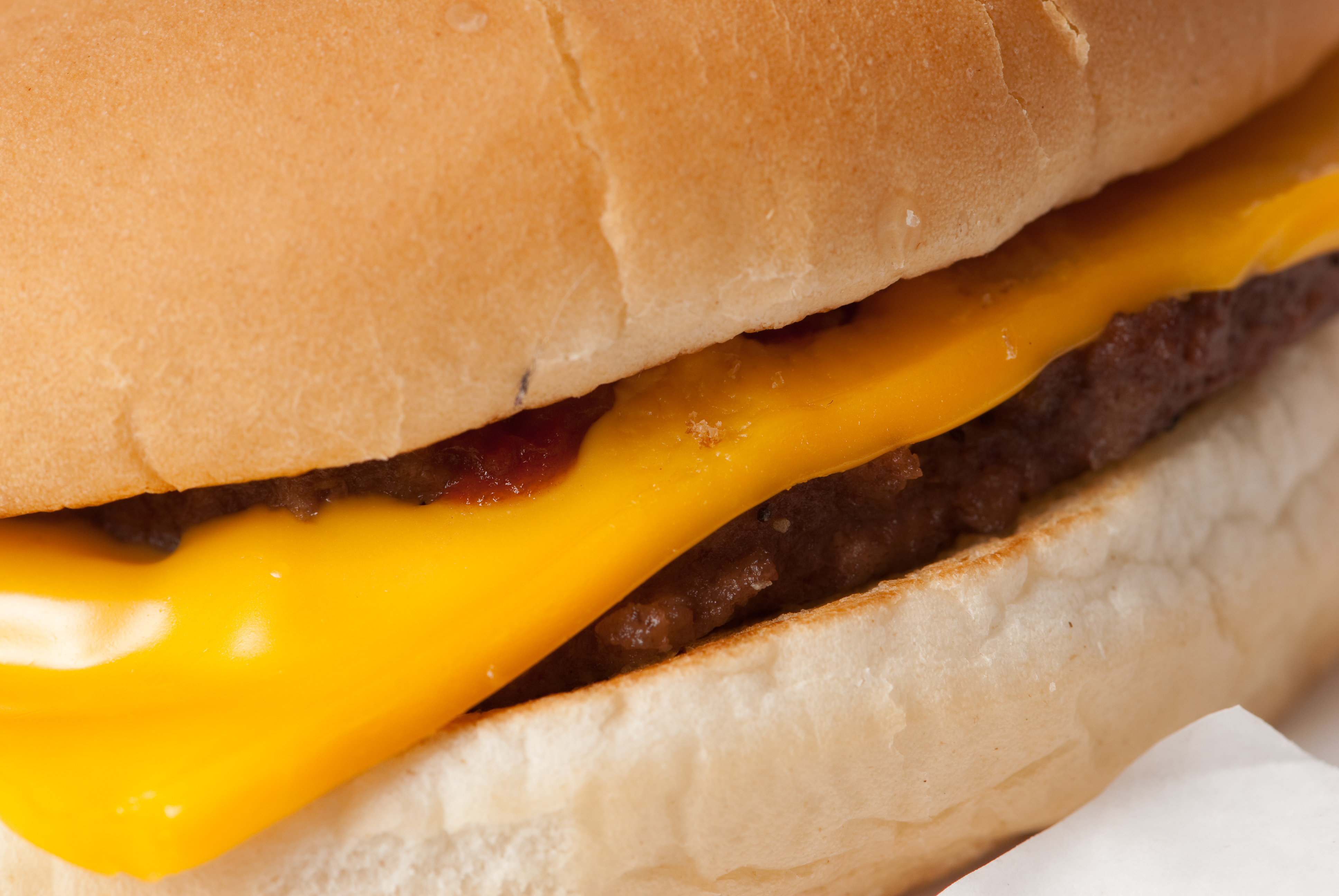
Detall de l'hamburguesa amb formatge, amb les seves rodanxes de formatge americà.

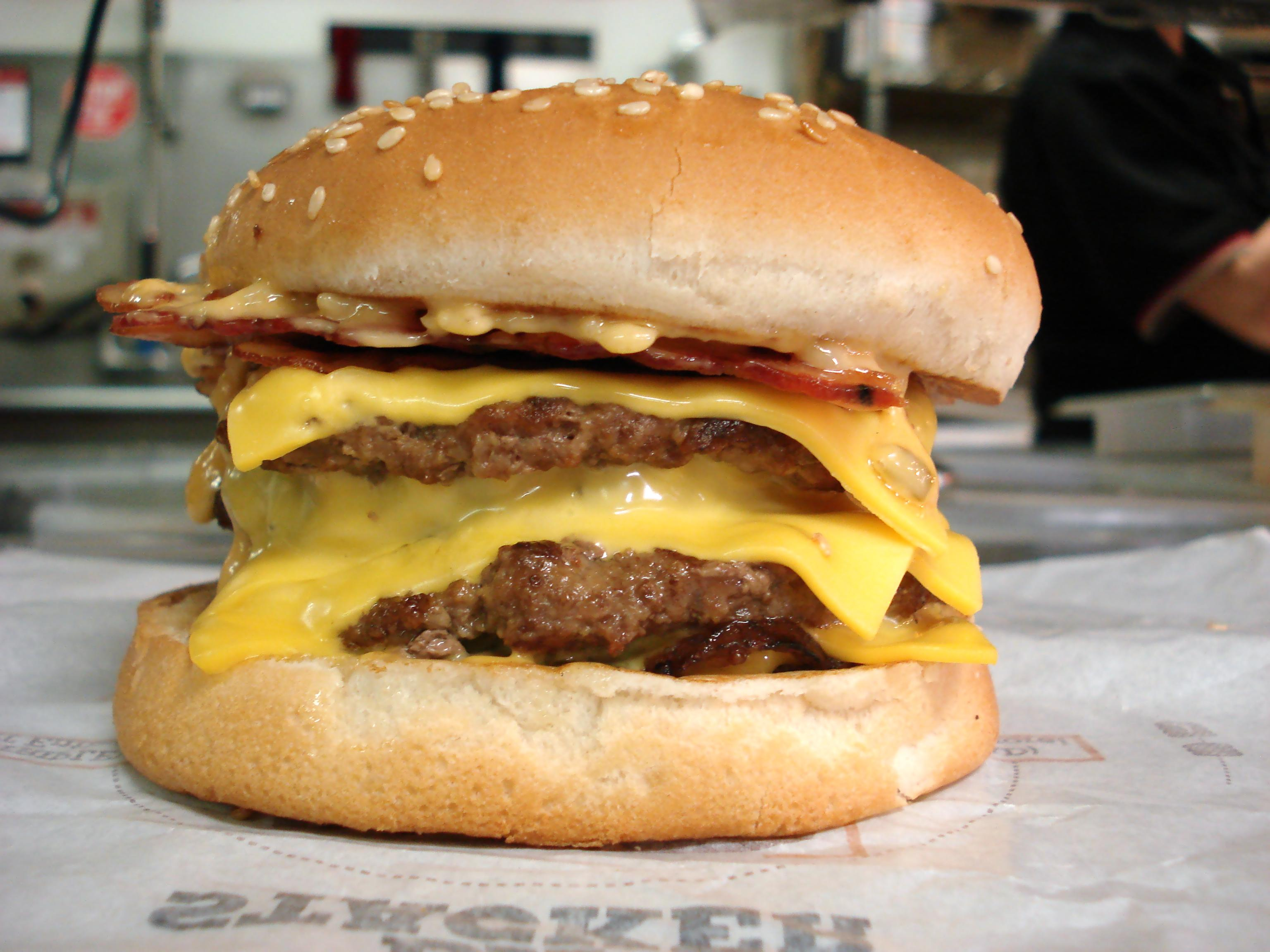
Una Quad Stacker amb formatge.

Una hamburguesa amb formatge és una hamburguesa que conté en el seu interior unes rodanxes de formatge processat (formatge americà) lleugerament fos. És una de les preparacions més habituals en els restaurants de menjar ràpid i posseeix en els menús d'aquests establiments un apartat ben diferenciat. Les hamburgueses de formatge són, per l'afegit de les rodanxes de formatge, hamburgueses amb un major contingut gras, per regla general unes 408 kilocalories i uns 7 grams de greix saturat. El formatge emprat sol ser en la seva majoria processat (sent el més habitual a l'Amèrica del Nord el formatge americà). Hi ha la possibilitat d'emprar altres formatges com el cheddar, la mozzarella o, fins i tot en alguns casos, qualsevol tipus de formatge blau.

## Història
L'any 1924, el nord-americà Lionel Sternberger va ser el primer a elaborar la que va denominar cheeseburger a Pasadena La paraula cheeseburger és un mot creuat en anglès que uneix la paraula cheese (formatge) i hamburger (hamburguesa). Altres restaurants n'han reclamat la invenció com a part de la llegenda dels seus propis locals. Un exemple és el restaurant Kaelin de Louisville (Kentucky), que en reclama la invenció en 1934. Però durant els següents anys, la marca registrada per al nom cheeseburger va ser adquirida per Louis Ballast per al restaurant drive-in Humpty Dumpty de Denver, a Colorado.
La cadena de restaurants de menjar ràpid McDonald's crea en 1976 la quart de lliura amb formatge i la que serà la seva hamburguesa amb formatge de menú, el Big Mac. En 1977 ja la inclou en els Happy Meal. De la mateixa forma la cadena Burger King crea la Whopper com la seva versió amb formatge. La cadena Wendy's comercialitza la Baconator com la seva variant amb formatge, però la seva distribució es limita als Estats Units. Algunes cadenes van afegir en els vuitanta les seves variants d'hamburguesa amb formatge amb nom propi, com és el cas de la cadena Hardee's amb la Thickburger.

## Servei
L'hamburguesa amb formatge se serveix amb diferents acompanyaments que poden ser tomàquet, bacó, ceba, cogombrets, o fulles d'enciam. Pot portar condiments com quètxup, maionesa o mostassa. La llesca de formatge que es posa damunt la carn sol estar lleugerament fosa a causa de la calor. Depenent de la quantitat de carn picada i de formatge o altres ingredients pot agafar el nom de "cheeseburger-doble" o "cheeseburger-triple"; als Estats Units a les grans hamburgueses de formatge i cansalada viada les solen denominar "bacon triple cheeseburger".

## Nutrició
Per regla general l'afegit de formatge aporta una major quantitat energètica a l'hamburguesa, depenent del tipus de formatge i de la quantitat emprada en la seva elaboració.

## Variants
Una de les més populars a Minneapolis és l'hamburguesa jucy lucy, en la qual el formatge es posa fos dins de la carn picada i durant el rostit es fon sortint entre la carn picada. Una altra variant curiosa és la Luther Burger (anomenada així en honor del cantant nord-americà Luther Vandross) i que és una variant molt energètica d'aquesta hamburguesa. En alguns casos l'hamburguesa amb formatge és un ingredient d'un altre plat com és el cas dels Garbage plates estatunidencs.
Existeixen diverses variants d'hamburgueses amb formatge en diferents països.